# Gare de Pont-de-Dore
Gare de Pont-de-Dore – stacja kolejowa w Peschadoires, w departamencie Puy-de-Dôme, w regionie Owernia-Rodan-Alpy, we Francji. 
Stacja jest zarządzana przez Société nationale des chemins de fer français (SNCF) i obsługiwany przez pociągi TER Auvergne.

## Położenie
Znajduje się na wysokości 304 m n.p.m., na km 34,090 Clermont-Ferrand – Saint-Just-sur-Loire, pomiędzy stacjami Lezoux i Thiers. 

## Linie kolejowe
- Clermont-Ferrand – Saint-Just-sur-Loire
- Saint-Germain-des-Fossés – Darsac